# Šammar
Šammar (Shammar;arapski بنو شمّر,šammar), jedno od najvećih arapskih plemena, odnosno plemenska konfederacija, koja se sastoji od 3 glavna plemena Abdah, Aslam i Zoba'a, čije je porijeklo iz Jemena, od plemena Dhayaghem, ili od plemena Tayy (Tai), odakle su se raširili na sjever po Arapskom poluotoku, osobito oko grada Ha'ila i Iraku. Njihova populacija danas iznosi oko 1,5 milijuna u Iraku, 1 milijun u Saudijskoj Arabiji, te oko 100.00 u Kuvajtu. Ostala plemena su Sinjara, Shammer Toga (šijiti), Shammar Al-Jarba (suniti), Shammar Al-Jebel, Shammar Al-Sayih.